# Frouwke Laning-Boersema
Frouwkje Jantina Laning-Boersema (Groningen, 5 juli 1937 – Den Helder, 10 januari 2014) was een Nederlands politica. Ze was van 1982 tot 1994 Tweede Kamerlid voor het CDA. Laning-Boersema werd gezien als een sociaal voelende Groningse van antirevolutionairen huize, die net als haar echtgenoot huisarts op Vlieland en in Den Helder was. Ze stond bij debatten over kernbewapening vaak als eenling tegenover haar fractiegenoten. Laning-Boersema was woordvoerster op het gebied van volksgezondheid en het gehandicaptenbeleid.
- Biografisch Portaal: 47406259
- Parlement.com: vg09lln9o3zs